# Локомотивы отечественных железных дорог
«Локомотивы отечественных железных дорог» (укр. «Локомотиви вітчизняних залізниць») — довідник залізничника, виробничо-практичне видання. Є унікальним виданням часів СРСР — це систематизована інформація про локомотиви залізниці за період 1845–1985 років. Зазначене видання має високу популярність серед фахових залізничників та любителів залізниць. Видавався лише російською мовою.

## Опис
- Описано конструкції та наведені характеристики паровозів, електровозів, тепловозів і мотор-вагонного рухомого складу колії 1524 мм, що надійшли на залізниці у період 1845–1955 років. Перероблене і доповнене друге видання після першого видання книги «Локомотиви залізниць Радянського Союзу (1845—1955 рр.)», що вийшло друком 1955 року.

- Наступне видання книги з тією ж назвою охоплює історичний період 1956–1975 років (рос. Локомотивы отечественных железных дорог (1956-1975 гг.)). У ньому описані конструкції та наведені характеристики електровозів, тепловозів, газотурбовозів, електро- та дизель- поїздів, автомотрис і тягових агрегатів широкої колії, що надійшли на залізниці в період 1956—1975 рр. Книга була перероблена й об'єднана в друге видання «Локомотиви і моторвагонний рухомий склад залізниць Радянського Союзу (1956—1965 рр.», «Локомотиви і моторвагонний рухомий склад залізниць Радянського Союзу (1966—1975 рр.)».

- Загалом зазначене видання перетворилося на однойменну серію, куди увійшло шість книг того ж самого автора Віталія Ракова:

1. 1955 р. друку — «Локомотиви залізниць Радянського Союзу. Від перших паровозів до сучасних локомотивів» 1-е видання, (рос. Локомотивы железных дорог Советского Союза. От первых паровозов до современных локомотивов);
2. 1966 р. друку — «Локомотиви і моторвагонний рухомий склад залізниць Радянського Союзу, 1956—1965», 248 сторінок, рос. Локомотивы и моторвагонный подвижной состав железных дорог Советского Союза, 1956—1965);
3. 1979 р. друку — «Локомотиви і моторвагонний рухомий склад залізниць Радянського Союзу, 1966—1975», 213 сторінок, (рос. Локомотивы и моторвагонный подвижной состав железных дорог Советского Союза, 1966—1975);
4. 1990 р. друку — «Локомотиви і моторвагонний рухомий склад залізниць Радянського Союзу, 1976—1985», 238 сторінок, (рос. Локомотивы и моторвагонный подвижной состав железных дорог Советского Союза, 1976—1985);
5. 1995 р. друку — «Локомотиви вітчизняних залізниць, 1845—1955» 2-е видання, перероблене і доповнене, 564 сторінки, (рос. Локомотивы отечественных железных дорог, 1845—1955);
6. 1999 р. друку — «Локомотиви вітчизняних залізниць, 1956—1975», (рос. Локомотивы отечественных железных дорог, 1956—1975).

## Галерея

Обкладинка книги №1 (1-е видання)
Обкладинка книги №2
Обкладинка книги №3
Обкладинка книги №4
Обкладинка книги №6